# Los malditos
Los malditos es una obra de teatro del escritor español Raúl Hernández Garrido creada en 1994. Obtuvo el Premio Nacional de Teatro Calderón de la Barca ese mismo año. Tiene una duración escénica aproximada de 90 a 120 minutos. El número de actores recomendado es de siete.

## Sinopsis
La acción transcurre en una selva, lejos de cualquier parte. Un niño, que ha abandonado su casa, su familia y hasta su vida, persigue un sueño, un ideal, buscando en esta selva a su héroe que es el Comandante, líder de una revolución de todos los tiempos. Su deseo es alistarse en esa guerrilla soñada cuya evocación le llena de delirio. Cuando logra contactar con ellos, se da cuenta de que lo que encuentra no es lo que había soñado: se encuentra con los despojos de una tropa, desechos humanos bien alejados de aquellos héroes que fueron alguna vez. El Niño se convierte sin quererlo en el eje de una serie de luchas por el poder que le llevarán a un mundo de violencia. Al final se da cuenta de que el heroísmo tan soñado, las aspiraciones perseguidas, se ciñen en la realidad a un solo hecho: sobrevivir. Cuando finalmente consigue comprender la realidad, el niño resulta ser un testigo y cómplice de la última heroicidad del Comandante.